# Europejski Fundusz Rozwoju
Europejski Fundusz Rozwoju (EFR) (European Development Fund, EDF) — powstał na mocy traktatów rzymskich jako Fundusz Rozwoju Krajów i Terytoriów Zamorskich, główny instrument finansowy, za pomocą którego Unia Europejska pomaga w rozwoju krajów Afryki oraz krajów basenu Morza Karaibskiego i Oceanu Spokojnego, czyli krajom AKP, przede wszystkim na płaszczyźnie gospodarczej i społecznej.